# Mattias Tedenby
Mattias Tedenby (Vetlanda, 21 febbraio 1990) è un hockeista su ghiaccio svedese professionista che gioca nel ruolo di ala sinistra. Dalla stagione 2010-2011 gioca per i New Jersey Devils, squadra della NHL.